# Achrioptera griveaudi
Achrioptera griveaudi är en insektsart som beskrevs av Renaud Maurice Adrien Paulian 1960. Achrioptera griveaudi ingår i släktet Achrioptera och familjen Phasmatidae. Inga underarter finns listade i Catalogue of Life.